# Caros Amigos
Caros Amigos foi uma revista brasileira de informação - política, económica e cultural – com periodicidade mensal. Foi fundada em abril 1997 por um grupo de jornalistas, publicitários, escritores e intelectuais, liderado pelo jornalista Sérgio de Souza – que foi editor desde a fundação até sua morte, em 2008.

## Controvérsias
Em 2013, 11 funcionários da redação entraram em greve contra "a ausência de registro na carteira profissional, o não recolhimento das contribuições do FGTS e do INSS", a "ameaça concreta de corte da folha salarial em 50%" com "a demissão de boa parte da equipe.". Como resultado, foram demitidos por Wagner, que alegou "quebra de confiança". O corte de gastos teria ocorrido devido à queda da venda em bancas e de uma "asfixia publicitária" aplicada pelo governo Dilma Rousseff.
Não houve possibilidade de composição e parte da equipe foi demitida.

## Prêmios
- 2005 – 27º Prêmio Vladimir Herzog – Reportagem de Revista: “Por quê?”, de Marina Amaral e João de Barros (Menção Honrosa).
- 2005 – 27º Prêmio Vladimir Herzog – Reportagem de Revista: “Os trabalhos e os dias”, de Natália Viana (Menção Honrosa).
- 2007 – 29º Prêmio Vladimir Herzog – Reportagem de Revista: “Um dia de visita”, de João de Barros (Menção Honrosa).
- 2009 – 31º Prêmio Vladimir Herzog – Reportagem de Revista: “Porque a Justiça não pune os ricos”, de Tatiana Merlino.
- 2009 – 31º Prêmio Vladimir Herzog – Reportagem de Web: “Uma missa para um torturador”, de Lúcia Rodrigues e Tatiana Merlino.
- 2010 – 32º Prêmio Vladimir Herzog – Reportagem de Revista: “Grupos de extermínio matam com a certeza da impunidade”, de Tatiana Merlino.
- 2010 – Prêmio Anamatra de Direitos Humanos - Categoria Imprensa: “Agronegócio escraviza milhares de trabalhadores no campo”, de Lúcia Rodrigues.
- 2011 – Prêmio de Divulgação Científica da FAPITEC-Sergipe: “Comunidade tradicional luta para manter fonte de renda”, de Danielle Noronha.
- 2012 - 34º Prêmio Vladimir Herzog - Categoria Revista: "Edição Especial COMISSÃO DA VERDADE", da equipe de Caros Amigos.[6]